# مولاي يعقوب
مولاي يعقوب هي مدينة مغربية، ويقع إقليم مولاي يعقوب بجهة فاس مكناس.وهي تضم اكثر من 4612 نسمة، حسب الإحصاء العام للسكان والسكنى لسنة 2014.

## التعليم
قائمة المؤسسات التعليمية في مدينة مولاي يعقوب:
- الثانوية التأهيلية سبو (جماعة سيدي داود)
- الثانوية الإعدادية حمان الفطواكي
- مجموعة مدارس سبو (جماعة سيدي داود)
- مدرسة عمر بن عبد الجليل
- مجموعة مدارس زناتة
- مجموعة مدارس بني يخلف
- مجموعة مدارس الضويات
- مجموعة مدارس اولاد المنصوري
- مجموعة مدارس الفشاتلة
- مجموعة مدارس سبع رواضي(جماعة سبع رواضي)
- مجموعة مدارس أولاد هلال (جماعة سبع رواضي)
- مجموعة مدارس اللبابدة

## النقل والطرق
تعمل شركة سيتي باص فاس على توفير الخط رقم 18، والرابط بين مولاي يعقوب وهناك حافلة تنقل من باب فتوح الى حمرية.

## السياحة
تشكل حامة مولاي يعقوب، البعيدة بنحو 18 كيلومترا عن فاس، وجهة سياحية مفضلة للعديد من السياح المغاربة والأجانب المنجذبين للسياحة الصحية والاستشفاء المعدني، لمياهها الساخنة التي تفوق 54 درجة عند المنبع، وتأتي من عمق يفوق 1500 متر، ولغناها بالأملاح المعدنية والكبريت. كما أن معايير الصحة والسلامة المعمول بها، متوفرة في مسابحها المعدنية وحماماتها.
تتوفر المدينة على العديد من الفنادق ودور الضيافة لإستقبال السياح الراغبين في تجربة الاستحمام بحامة مولاي يعقوب.

## الصحة
تعتبر شركة فيشي من الشركات الرائدة التي تقدم الخدمات الطبية، حيث قامت الشركة ببناء منتجع سياحي كبير في مولاي يعقوب، يهدف إلى تقديم خدمات طبية لمرتديه.